# Exe (reka)
Reka Exe (/ˈɛks/ EKS) izvira pri Exe Head, blizu vasi Simonsbath, na Exmoorju v Somersetu, Anglija 8,4 km od obale Bristolskega kanala, vendar teče bolj ali manj neposredno proti jugu, tako da večina njegove dolžine leži v Devonu. Teče 96 km in doseže morje pri precejšnjem riasu, estuariju Exe, na južni (Anglish Channel) obali Devona. Zgodovinsko gledano je bila njegova najnižja točka mostu Old Exe Bridge v Exetru, največjem naselju na reki, zdaj pa je to viadukt za avtocesto M5 približno 3,2 km južno od središča mesta.

## Topografija
Ime reke izhaja iz *Uɨsk, skupnega britskega korena, ki pomeni 'bogato z ribami', in je sorodno irskemu iasc, kar pomeni 'riba', in pysg, množinski besedi za 'ribe' v valižanščini.. Isti koren se je ločeno razvil v angleško Axe in Esk, valižansko Usk, čeprav ne, kot trdijo nekateri, beseda whisky, ta zadnja izvira iz klasične irske/gelske besede uisgi - 'voda' (polnejša besedna zveza je uisgi betha; irsko uisce beatha; škotskogelsko uisge beatha; latinsko aqua vitae ('voda življenja')).
Ime reke se pojavlja v Exetru (trdnjava na Exe) in številnih drugih naseljih ob njenem toku, vključno z Exford, Up Exe, Nether Exe, Exwick, Exton, Exminster in Exebridge, kjer se ji pridruži reka Barle. Obmorsko mesto Exmouth je na vzhodni strani ustja estuarija, Dawlish Warren pa na zahodu, s svojim dolgim peščenim pljuskom, ki sega čez ustje.
Reka je spodbudila rast in relativno pomembnost Exetra v srednjem veku. Prvo industrijsko območje v mestu je bilo razvito na otoku Exe, ki je nastal v 10. stoletju z kopanjem niza vodnih jarkov v peščeno in močvirno zemljo ob reki. Otok je postal dom številnim vodnim mlinom, ki so proizvajali papir in tekstil.
Plimovanje na reki je omejeno pri Trews Weiru v Exetru, dva kilometra gorvodno od Countess Wear, mesta nekdanjega jeza, ki ga je v 13. stoletju dala zgraditi grofica Devonska. Prekop Exeter je zaobšel ta jez, da bi lahko ladje dosegle Exeter Quay. Ob visoki plimi estuarij tvori veliko vodno telo, ki se uporablja za vodne športe, zlasti jadranje, jadranje na deski in smučanje na vodi.
Ob obeh straneh estuarija poteka železnica. Proga Avocet od Exeterja do Exmoutha na vzhodni strani in glavna proga South Devon na zahodni. Slednja je na nasipu, morskem zidu železnice South Devon od Powderhama do Dawlish Warrena. Trajekt Exmouth–Starcross prevaža potnike čez ustje estuarija v poletnih mesecih in povezuje pristanišče v Exmouthu s pomolom ob železniški postaji Starcross na glavni progi South Devon.
Ob oseki so izpostavljene obsežne blatne ravnice, ki so pomemben vir hranjenja za ptice. Skupaj z drugimi riasi v jugozahodni Angliji je estuarij Exe pomembno mesto za prezimovanje pobrežnikov. Dawlish Warren je priljubljeno mesto za opazovanje ptic. Reka ima nizek pH, vendar nima resnih težav s kislim dežjem. Naseljena je z divjo potočno postrvjo, v spodnjem toku pa z grobimi ribami, kot je klenič (Leuciscus leuciscus), ostriži, rdečeoke, ščuke in orada ter nekaterimi lipani, povprečna velikost je 230–280 g. Obstaja niz atlantskega lososa in redek nalet morske postrvi. Samo 150 metrov pod izlivom reke Barle je Black Pool je eden najboljših in najvišjih bazenov z lososom na reki. Manjše vrste rib, ki so prisotne, so babica in obstajajo dobri razlogi za domnevo, da so prisotne tudi druge.
- Exeter, kot ga vidimo z reke. Akvarel na papirju John White Abbott
- Estuarij Exe z gradom Powderham v ozadju
- Exeter from Trew’s Weir ok. 1799. Akvarel na papirju Thomas Girtin
- Reka Exe pri Exeter Quayu

## Čistilna akcija 2008
Agencija za okolje je leta 2008 začela s projektom čiščenja vegetacije iz reke v Exetru. Da bi to naredili, je bil nivo vode znižan še dlje kot med najhujšimi sušami, kar jih je doživel Exeter.